# Міхаела Зайболд
Міхаела Зайболд (нім. Michaela Seibold; нар. 15 серпня 1975) — колишня німецька тенісистка.
Найвищу одиночну позицію світового рейтингу — 223 місце досягла 17 жовтня 1994, парну — 261 місце — 24 липня 1995 року.
Здобула 1 одиночний та 4 парні титули туру ITF.

## Фінали ITF
| Легенда         |
| --------------- |
| турніри $25,000 |
| турніри $10,000 |

### Одиночний розряд: 3 (1–2)
| Результат | Ранг | Дата              | Турнір                   | Покриття | Суперниця         | Рахунок       |
| --------- | ---- | ----------------- | ------------------------ | -------- | ----------------- | ------------- |
| Поразка   | 1.   | 10 листопада 1991 | ITF Юсдаль, Швеція       | Килим    | Оса Свенссон      | 3–6, 2–6      |
| Поразка   | 2.   | 2 травня 1993     | ITF Бат, Велика Британія | Ґрунт    | Людмила Ріхтерова | 2–6, 7–6, 3–6 |
| Перемога  | 1.   | 30 січня 1994     | ITF Стокгольм, Швеція    | Тверде   | Анніка Нарбе      | 6–4, 6–3      |

### Парний розряд: 6 (4–2)
| Результат | Ранг | Дата           | Турнір                         | Покриття | Партнерка    | Суперниці                             | Рахунок       |
| --------- | ---- | -------------- | ------------------------------ | -------- | ------------ | ------------------------------------- | ------------- |
| Перемога  | 1.   | 6 вересня 1992 | ITF Бад-Наугайм, Німеччина     | Ґрунт    | Гайке Ролофф | Агата Верблінська Ірина Звєрєва       | 6–2, 6–4      |
| Перемога  | 2.   | 11 жовтня 1992 | ITF Фленсбург, Німеччина       | Килим    | Гайке Ролофф | Александра Геннінґсон Аннелі Орнстедт | 6–1, 6–0      |
| Перемога  | 3.   | 31 січня 1993  | ITF Стокгольм, Швеція          | Килим    | Клаудія Тімм | Крістін Ґой Ванесса Маттіс            | 6–2, 5–7, 6–2 |
| Поразка   | 1.   | 24 жовтня 1993 | ITF Фленсбург, Німеччина       | Килим    | Таня Карстен | Агнесе Густмане Євгенія Манюкова      | 3–6, 1–6      |
| Поразка   | 2.   | 30 січня 1994  | ITF Стокгольм, Швеція          | Тверде   | Таня Карстен | Ґабрієла Нетікова Карін Пташек        | 3–6, 7–5, 0–6 |
| Перемога  | 4.   | 9 жовтня 1994  | ITF Ноттінгем, Велика Британія | Килим    | Таня Карстен | Катерина Рубанова Емілі Бонд          | 6–4, 3–6, 7–6 |